# لطیفه (خواننده)
لطیفه بنت علیه العرفاوی با نام هنری لطیفه (زادهٔ ۱۴ فوریه ۱۹۶۱) خواننده زن تونسی است.

## زندگی
مجموعه آهنگ لطیفه با عنوان «فی الکام یوم اللی فاتوا» در ماه ژوئن سال ۲۰۰۸ منتشر شده بود.
نماهنگ لطیفه با عنوان «سبنی شویه» در سال ۲۰۰۹ از شبکه‌های شرکت روتانا در حال پخش است.
این ترانه از سروده‌های نادر عبدالله می‌باشد و آهنگ آن نیز از ولید سعد است. همچنین تمیم کار تنظیم آن را انجام داده‌است. لطیفه این نماهنگ را با کارگردانی نهله الفیصل، بانوی کارگردان اماراتی، تصویربرداری نموده‌است.
در این کار، لطیفه شکوه و بزرگواری زن را در کنار ناکامی و شکنندگی او به تصویر کشیده‌است.از زندگی خصوصی و ازدواج ایشان اطلاعاتی در دسترس نیست